# Świętopełk Władysławowic
Świętopełk Władysławowic (zm. 15 października po 1169 r.), królewicz czeski z dynastii Przemyślidów, drugi syn króla Czech Władysława II i Gertrudy z Babenbergów.
Około 1164 r. ożenił się z nieznaną z imienia córką króla węgierskiego Gejzy II. W 1165 r. w czasie nieobecności ojca w kraju zamordował komornika królewskiego Wojsława, raniąc przy tym swoją macochę, Judytę Turyńską. Musiał uciekać z kraju na Węgry. Później powrócił na Morawy. Zmarł na wygnaniu w Niemczech prawdopodobnie po 1169 r.
Ostatnio wysunięto hipotezę, że Świętopełk był ojcem
- Spitygniewa Brneńskiego (zm. 1198)
- Świętopełka Brneńskiego (zm. 1200)

do tej pory uchodzących za synów Wratysława Brneńskiego.